# Погребищи
Погребищи — деревня в Судогодском районе Владимирской области России, входит в состав Вяткинского сельского поселения.

## География
Деревня находится в 9 км к юго-востоку от Владимира и в 27 км к северо-западу от райцентра Судогды.

## История
Село Погребищи, расположенное на речке Чёрной, по жалованной грамоте царя Василия Ивановича было дано Ивану Самарину в 1625 году «за московское осадное сидение». В селе был деревянный храм свт. Николая Чудотворца. Село Погребищи вошло в историю под разными названиями. Название Самары связано с фамилией первых его владельцев. Название Николы в яслицах связано с преданием о явлении иконы свт. Николая в яслях. И наконец закрепившееся за селом имя Погребищи объясняют тем, что в этих местах погребали случайных людей, например, поляков.
До революции являлась селом — центром Погребищенской волости Владимирского уезда. Население в 1859 году — 205 чел.

## Население
| 1859 | 1905 | 1926 | 2002 | 2010 | 2021 |
| ---- | ---- | ---- | ---- | ---- | ---- |
| 205  | ↗317 | ↘241 | ↘42  | ↗46  | ↗94  |

## Достопримечательности
В 1758 году был построен пятиглавый каменный храм с колокольней и освящен во имя Живоначальной Троицы, а в теплой трапезе — во имя свт. Николая Чудотворца и иконы Божией Матери «Знамение». В советское время приходской священник отец Николай (Смирнов) был репрессирован. С 1904 года храм полностью отапливался.
В 1995 году разрушенный храм был передан епархии и на приход сразу был назначен священник.